# Grammy Award du meilleur chanteur pop
Le Grammy Award du meilleur chanteur pop (Grammy Award for Best Male Pop Vocal Performance) est une récompense décernée à un artiste dans le cadre des Grammy Awards de 1959 à 2011.

## Histoire
Le titre du prix a changé au cours des années : 
- en mai et novembre 1959 puis de 1964 à 1968 : Best Vocal Performance, Male (Meilleure Interprétation de Musique Vocale, Masculin)
- en 1961 : Best Vocal Performance Single Record or Track, Male (Meilleur Single ou Piste de Musique Vocale, Masculin) & Best Vocal Performance Album, Male (Meilleur Album de Musique Vocale, Masculin)
- en 1962 et 1963 : Best Solo Vocal Performance, Male (Meilleure Interprétation Solo de Musique Vocale, Masculin)
- en 1969 : Best Contemporary-Pop Vocal Performance, Male (Meilleure Interprétation Vocale de Musique Contemporaine-Pop, Masculin)
- de 1970 à 1971 : Best Contemporary Vocal Performance, Male (Meilleure Interprétation Vocale de Musique Contemporaine, Masculin)
- de 1972 à 1994 : Best Pop Vocal Performance, Male (Meilleure Interprétation Vocale Pop, Masculin)
- de 1995 à 2011  : Best Male Pop Vocal Performance (Meilleure Prestation Vocale Masculine Pop)
- à partir de 2012, le prix est fusionné avec ceux du Grammy Award de la meilleure chanteuse pop et du Grammy Award de la meilleure prestation pop instrumentale pour devenir le Grammy Award de la meilleure prestation pop solo.

Sting, Stevie Wonder et John Mayer détiennent le record du nombre de victoires avec quatre chacun.

## Lauréats
Liste des lauréats,.

### Années 1950 et 1960
- 1959 : Perry Como pour Catch A Falling Star
- 1960 : Frank Sinatra pour Come Dance with Me!
- 1961 : Ray Charles pour Georgia on My Mind et The Genius of Ray Charles
- 1962 : Jack Jones pour Lollipops And Roses
- 1963 : Tony Bennett pour I Left My Heart in San Francisco
- 1964 : Jack Jones pour Wives And Lovers
- 1965 : Louis Armstrong pour Hello, Dolly!
- 1966 : Frank Sinatra pour It Was a Very Good Year
- 1967 : Frank Sinatra pour Strangers in the Night
- 1968 : Glen Campbell pour By the Time I Get to Phoenix
- 1969 : Jose Feliciano pour Light My Fire

### Années 1970
- 1970 : Harry Nilsson pour Everybody's Talkin'
- 1971 : Ray Stevens pour Everything Is Beautiful
- 1972 : James Taylor pour You've Got a Friend
- 1973 : Harry Nilsson pour Without You
- 1974 : Stevie Wonder pour You Are the Sunshine of My Life
- 1975 : Stevie Wonder pour Fulfillingness' First Finale
- 1976 : Paul Simon pour Still Crazy After All These Years
- 1977 : Stevie Wonder pour Songs in the Key of Life
- 1978 : James Taylor pour Handy Man
- 1979 : Barry Manilow pour Copacabana (At the Copa)

### Années 1980
- 1980 : Billy Joel pour 52nd Street
- 1981 : Kenny Loggins pour This Is It
- 1982 : Al Jarreau pour Breakin' Away
- 1983 : Lionel Richie pour Truly
- 1984 : Michael Jackson pour Thriller
- 1985 : Phil Collins pour Against All Odds (Take a Look at Me Now)
- 1986 : Phil Collins pour No Jacket Required
- 1987 : Steve Winwood pour Higher Love
- 1988 : Sting pour Bring on the Night
- 1989 : Bobby McFerrin pour Don't Worry, Be Happy

### Années 1990
- 1990 : Michael Bolton pour How Am I Supposed to Live Without You
- 1991 : Roy Orbison pour Oh, Pretty Woman (live)
- 1992 : Michael Bolton pour When a Man Loves a Woman
- 1993 : Eric Clapton pour Tears in Heaven
- 1994 : Sting pour If I Ever Lose My Faith in You
- 1995 : Elton John pour Can You Feel the Love Tonight
- 1996 : Seal pour Kiss from a Rose
- 1997 : Eric Clapton pour Change the World
- 1998 : Elton John pour Candle in the Wind 1997
- 1999 : Eric Clapton pour My Father's Eyes

### Années 2000
- 2000 : Sting pour Brand New Day
- 2001 : Sting pour She Walks This Earth
- 2002 : James Taylor pour Don't Let Me Be Lonely Tonight
- 2003 : John Mayer pour Your Body Is a Wonderland
- 2004 : Justin Timberlake pour Cry Me a River
- 2005 : John Mayer pour Daughters
- 2006 : Stevie Wonder pour From the Bottom of My Heart
- 2007 : John Mayer pour Waiting on the World to Change
- 2008 : Justin Timberlake pour What Goes Around... Comes Around
- 2009 : John Mayer pour Say

### Années 2010
- 2010 : Jason Mraz pour Make It Mine
- 2011 : Bruno Mars pour Just the Way You Are